# Oberhergheim
Oberhergheim (en alsacià Owerherge) és un municipi francès, situat a la regió del Gran Est, al departament de l'Alt Rin. L'any 2005 tenia 1.151 habitants.

## Demografia
| 1962 | 1968 | 1975 | 1982 | 1990  | 1999  |
| ---- | ---- | ---- | ---- | ----- | ----- |
| 874  | 894  | 903  | 957  | 1.071 | 1.102 |

## Administració
| Període   | Identitat   | Partit |
| --------- | ----------- | ------ |
| 1971-2002 | Gérard Wiss |        |
| 2002-     | Paul Hegy   |        |